# 東島丹三郎は仮面ライダーになりたい
『東島丹三郎は仮面ライダーになりたい』(とうじまたんさぶろうはかめんライダーになりたい）は柴田ヨクサル作、協力：石森プロ、東映による日本の漫画作品。『月刊ヒーローズ』（株式会社ヒーローズ） にて、2018年6月号より連載開始。2020年12月号での休刊以降は同社が運営するウェブコミックサイト『コミプレ』に移行している。
『月刊ヒーローズ』2019年1月号では柴田とプロレスラー棚橋弘至による対談が行われ、『仮面ライダー』や本作品についての談義が掲載された。
2025年3月7日にアニメ化が発表された。

## あらすじ
テレビ特撮番組「仮面ライダーシリーズ」に異常なまでの愛情を注ぐ中年男性・東島丹三郎。彼は40歳になるまで闘う相手がいないにもかかわらず、ひたすら鍛錬に励んでいた。ある日、悪の組織ショッカーの戦闘員コスプレをして犯罪を行う「ショッカー強盗」と偶然遭遇し、仮面ライダー1号のお面をかぶって戦いに勝利するというコメディタッチの導入で物語が始まる。
しかし、ショッカーは実在していた。コスプレではなく一瞬で変身し常人の倍の身体能力を持つ戦闘員が一般人に多数紛れ込み、動物を模した体に変身して戦闘員を統率する怪人が暗躍していたのである。東島は自分と同様にライダーへの行き過ぎた愛情から常軌を逸した仲間たちと共に、殺し合い寸前の力比べや特訓によって力を高め、ショッカーとの戦いに身を投じていく。

## 登場人物
声の項はテレビアニメ版の声優。

### ショッカーと闘う者たち
東島丹三郎（とうじま たんざぶろう）
声 - 小西克幸
本作の主人公。幼いころ父に捨てられ、孤独に育った独身フリーターの男性。40歳。仮面ライダー1号に憧れるあまりバイトで稼いでは各地の山を転々として体を鍛え、熊とも互角に渡り合える驚異的な身体能力を身に付ける。ショッカーによって仮面ライダーに改造される日を待ち望んでいたが、現実に仮面ライダーやショッカーが存在しないことは認識していた。そこで、将来自分が孤独死した際に所有する仮面ライダーグッズがごみとして無造作に廃棄されないよう、自身の手で全てのグッズを売却してしまった。
格闘技経験はなくいわゆる我流である。技と呼べるものは正拳突き「ライダーパンチ」と飛び蹴り「ライダーキック」のみ。そのほかは力任せの強引な攻撃ながら、ヒットさえすれば怪人がダメージを被る異常なまでの「技の重さ」を誇る。隙だらけだが倒されても即座に起き上がる打たれ強さと、仮に攻撃がかわされてもカウンター技を当てた相手が逆に吹っ飛ぶほどの気迫でカバーしている。夏祭り会場でショッカー強盗と遭遇した際に、その場にいた面売りから仮面ライダー1号のお面を購入、以降はそれをかぶることで仮面ライダーへと「変身」し、変身前よりも高い身体能力を発揮するようになる。
岡田ユリコ
声 - 茅野愛衣
高校教師。24歳。『仮面ライダーストロンガー』の大ファンである父の影響からストロンガーのパートナー・電波人間タックルに扮して父とのストロンガーごっこに夢中になる。しかし小学1年生のとき、それまで父が観せなかった第30話「さようならタックル！最後の活躍!!」を初観賞し、同話におけるタックルの死に1週間寝込むほどのショックを受けた。その後、お前が代わりのタックルになれという父の励ましで立ち直り、ストロンガーに頼らずとも勝利できるタックルとなるべく様々な格闘技を身に付ける。戦闘スタイルは投げ技を得意とし、あらゆる投げ技を「電波投げ」と呼称する。
自作によるタックルの衣装（オリジナルより肌の露出面積が広い）を常に携帯し、戦う際は人通りの多い道でも下着姿になり着替え「変身」する。自身の衣装に誇りを持つため、東島がお面一枚で仮面ライダーを名乗ることには否定的。
島村三葉
声 - 斉藤壮馬
本物のショッカー戦闘員と初遭遇した直後に東島とユリコが入ったファミレスの店長。27歳。幼いころ兄と共にショッカー戦闘員や蝙蝠男に遭遇しており、それ以降ショッカーの存在を周囲に訴えていたが聞き入れられなかった。
戦闘においてはライダーマンのマスクとカセットアームを装着し、合気道をベースとした格闘スタイルで戦う。『仮面ライダーV3』になりたかったが、幼少期からV3にこだわる兄との対決に負け続け、中学2年生時にはほぼ互角に渡り合えたが、最終的に左腕を折られライダーマンが定着。現在は「全ての仮面ライダーの中でライダーマンが一番熱い」と言い切るまでになった。
ユカリス
声 - ファイルーズあい
三葉の店でウェイトレスとして働く女子高生。ショッカーの存在を知った三葉を監視すべく送り込まれた女戦闘員だったが、彼と付き合ううちに愛情が芽生え、三葉に近づく女性をことごとく始末するなどヤンデレ的な行動を起こしていた。そんな折、三葉の店を訪れたという理由から放課後の校内でユリコの始末を試みるが返り討ちに合い、三葉にも戦闘員であることを知られてしまう。
涙を流して三葉に深謝するがショッカーとしての任務を全うするユカリスは、その場にいた東島・ユリコ・三葉・一葉を始末すべく周辺のショッカー戦闘員十数名をテレパシーで招集し襲撃させるがあっさり全滅してしまう。その場に現れた蜘蛛男の命令により三葉に殴り掛かるが、蜘蛛男による三葉への攻撃を庇った際にショッカーの洗脳が解け、以降は仲間となる。ユカリスの助命を嘆願する三葉に対して一葉は「殺す」か「結婚」の二択を迫り、急遽彼と結婚することとなった。
本人によれば山奥の山小屋で気が付いたときには既にショッカー戦闘員だったという。偶然その山小屋の床にリスがいたことから命名され、そのまま三葉の店に送り込まれたらしく、戦闘員になる以前に人間だったのかは不明。
島村一葉
声 - 鈴村健一
三葉の兄。32歳。弟と共にショッカーの存在を周囲に訴えるも信じてもらえず変人扱いされていた。そんな状況にも動じず自身を鍛え上げ、原典の仮面ライダーV3が劇中で放つ数々の技を特撮なしで再現できるほどの格闘能力を身に付ける。なかでも「V3電熱チョップ」は気を込めた発勁の域に達するが、本人に自覚はない。「オレの魂が『V3』だから」との理由で、「変身」にはお面や衣装といった小道具を必要とせず、所作のみで仮面ライダーV3となるが、変身ポーズをとらなければ真の力は発揮できない。
ユリコの戦いを見て恋心を抱き、告白するも断られる。しかし「片思いでいいからこのまま好きでいたい」という告白は許諾を得られた。
島村二葉
一葉の妹で三葉の姉。「居酒屋ふたば」を経営する。兄弟と違いショッカーの存在を全く信じていない。ショッカーの存在を周囲に訴え変人扱いされた兄が原因で、小中高と全校生徒から完全に無視されるいじめを受けことから兄を極度に憎んでいる。幼少時から格闘技道場「小虎の穴」に通い、虎の覆面をかぶった女「虎師匠（とらマスター）」（本名は不明だが柴田の別作品『エアマスター』主人公の相川摩季に酷似）の指導により足技主体の格闘技を身に付け、「変身」済みの一葉とも互角以上に渡り合う。
自分の店で、虎師匠の殺害を殺し屋へ依頼するヤクザに気づき、警告のために師匠宅を訪れる。シャワー中の師匠が外していた覆面をかぶっていたときちょうど殺し屋が現れ師匠の代わりに応戦することとなった。戦いのさなか殺し屋の正体がショッカーの蜘蛛男だったことに衝撃を受ける。糸状の粘液で捕らえられ怪人に改造される寸前に、壁に張り付いた服を脱ぎ下着姿でビルの屋上から飛び降り、人ごみの中に逃走し難を逃れる。
中尾八郎
武闘派ヤクザ。44歳。腕っぷしは強いが、オレオレ詐欺のようなシノギには適性がなく、組長から「使い道のない盲腸のようなヤクザ」と呼ばれていた。幼いころ自分を救わなかった正義の味方に絶望し、ショッカーへの憧れを抱く。舎弟3名に覆面をかぶらせ「ショッカー強盗」を行っていたが、それをきっかけに東島とユリコが邂逅し、ふがいない偽ショッカーをいやがった本物のショッカーの出現につながった。
蜘蛛男目撃の口封じのため胸を刺される致命傷を負いながらも、ショッカーポーズをとり「俺をショッカーにしてくれ」と叫び意識を失った。気が付くと公園のベンチで血まみれの服のまま無傷で座っており、ショッカー戦闘員への変身能力を身に付けていた。ただし洗脳されていないため組織に関する知識を持たない「はぐれ戦闘員」である。蝙蝠男の陰謀を目撃してショッカーの標的となった舎弟たちを守るべく東島に保護を求め、舎弟3人と共に彼のアパートに転がり込む。東島の留守中、蝙蝠男配下の女アイドル戦闘員たちにアパートを襲撃されたが、逃げ遅れた舎弟たちが中尾の盾となり難を逃れ、仇を取るため戦闘員でありながら打倒ショッカーを決意する。東島・一葉と共に過酷な修業に励み、44年分の人生を拳に乗せた必殺技「44歳の拳（フォーティフォー・マグナム）」を習得した。

### ショッカー
蜘蛛男
ショッカーの怪人。変身した姿は『仮面ライダー』第1話に登場した蜘蛛男そのもの。原典同様に口から蜘蛛糸や人体を溶かして泡と化す毒針を吐く。蝙蝠男と比較して慎重派であり、東島らに倒された戦闘員を消すなど証拠隠滅を図る一方で、一般人を消しすぎると目立つという理由から必要以上の殺しは避けている。
人間の姿では「雲田」という名でヤクザの用心棒・殺し屋をしている。
蝙蝠男
ショッカーの怪人。変身した姿は『仮面ライダー』第2話に登場した蝙蝠男そのもの。吸血鬼のように女性の血を吸うことで戦闘員化させる能力を持ち、その戦闘員たちも噛みつくことでネズミ算式に戦闘員を増やすことができる。また自分の血を分け与えた戦闘員を強化することも可能。アイドルイベントの楽屋を襲って多数のアイドルを戦闘員に変え、さらに男性客も殺すか戦闘員化を繰り返して世界征服を成し遂げると豪語。蜘蛛男からは「中二病」と指摘されている。戦闘時はコンクリートを切り裂く翼を武器に戦う。島村兄弟の祖父・祖母を殺害した犯人でもある。
サンダー・ライコ
蝙蝠男配下の元女子プロレスラー女戦闘員。いきなり怪人になれる逸材だったが、戦闘員から鍛え上げ最強の怪人にするという蝙蝠男の思惑で「裏切者を100人始末すれば怪人になれる」との命令を受け、各地で洗脳が解けたショッカー戦闘員（ユカリス同様に、人間を愛した戦闘員は洗脳が解けていた）を始末して回っていた。
中尾を追って山奥の一葉の家を襲撃するも、あっさりと東島・一葉・中尾の返り討ちにあう。その後、なんとなく戦闘の雰囲気が沈静化し彼らと共に山中で修行を行う。彼女に恋をした中尾から告白を受けるが「オッサンすぎ、100%無理嫌い」と全力で拒絶し、山を下りた。

## 評価
2020年6月1日に発売された『BRUTUS』（マガジンハウス）917号では「マンガが好きで好きで好きでたまらない」特集が組まれ、著名人が愛読漫画を紹介。本作品は川島明（麒麟）の愛読書として紹介されている。
2021年3月、「漫画誌の編集長が選ぶ2020年イチオシマンガ」にて『ヒーローズ』編集長の鈴木が本作品を選出している。鈴木によると、「仮面ライダーをずっと描きたかった」という柴田の「長年の想いがたくさん詰まって」いるという。表現力や構成力、個性的なキャラクターが登場する本作品は、仮面ライダーファンだけではなく子供のころなにかのキャラクターに憧れていたという人も必読すべきだと語っている。

## 書誌情報
- 柴田ヨクサル・石森プロ、東映（協力）『東島丹三郎は仮面ライダーになりたい』ヒーローズ〈ヒーローズコミックス〉、既刊16巻（2025年4月4日現在）
  1. 2018年12月5日発売[9][10]、ISBN 978-4-86468-604-4
  2. 2019年5月2日発売[11]、ISBN 978-4-86468-642-6
  3. 2019年9月5日発売[12]、ISBN 978-4-86468-669-3
  4. 2019年12月5日発売[13]、ISBN 978-4-86468-684-6
  5. 2020年5月15日発売[14]、ISBN 978-4-86468-721-8
  6. 2020年8月5日発売[15]、ISBN 978-4-86468-737-9
  7. 2021年1月9日発売[16][17]、ISBN 978-4-86468-772-0
  8. 2021年5月1日発売[18]、ISBN 978-4-86468-802-4
  9. 2021年9月3日発売、ISBN 978-4-86468-828-4
  10. 2022年2月4日発売、ISBN 978-4-86468-867-3
  11. 2022年8月29日発売、ISBN 978-4-86468-121-6
  12. 2023年2月28日発売、ISBN 978-4-86468-159-9
  13. 2023年9月5日発売、ISBN 978-4-86468-196-4
  14. 2024年3月29日発売、ISBN 978-4-86468-246-6
  15. 2024年9月28日発売[19]、ISBN 978-4-86468-289-3
  16. 2025年4月4日発売[20]、ISBN 978-4-86805-059-9

## テレビアニメ
2025年10月よりTOKYO MXほかにて放送予定。

### スタッフ
- 原作 - 柴田ヨクサル[21]
- 協力 - 石森プロ、東映[21]
- 監督 - 池添隆博[21]
- シリーズ構成 - 待田堂子[21]
- キャラクターデザイン - Cindy H.Yamauchi[21]
- キーアニメーター - 清水伸太郎[6]
- プロップデザイン - 氏家嘉宏[6]
- 美術監督 - 渋谷幸弘、会津綾乃[6]
- 美術監修 - 佐藤勝[6]
- 美術設定 - 谷内優穂[6]
- 色彩設計 - 岡亮子[6]
- 撮影監督 - 髙津純平[6]
- 編集 - 坂本久美子[6]
- 音響監督 - 山口貴之[6]
- 音楽 - TeddyLoid[21]
- アニメーションプロデューサー - 横田幸介[6]
- アニメーション制作 - ライデンフィルム[21]